# كلية الهندسة بجامعة ويسكونسن-ماديسون
كلية الهندسة بجامعة ويسكونسن-ماديسون (بالإنجليزية: University of Wisconsin–Madison College of Engineering، وتُعرف اختصارًا باسم COE) هي كلية هندسة تابعة لجامعة ويسكونسن-ماديسون.

## تاريخ الكلية
يرجع تاريخ الكلية إلى سنة 1857، وذلك حين أنشأ مجلس أمناء الجامعة أول قسم للهندسة بالجامعة، غير أن الجامعة لم تُعيِّن أول أستاذ للهندسة بها إلا في سنة 1868، وكان الكولونيل و. ر. بيز.

## أقسام الكلية
تتألف كلية الهندسة بجامعة ويسكونسن-ماديسون من 13 قسمًا أكاديميًا، هي:
1. قسم الهندسة الطبية الحيوية
2. قسم الهندسة الكيميائية والبيولوجية
3. قسم الهندسة المدنية والبيئية
4. قسم الهندسة الجيولوجية
5. قسم الهندسة الكهربائية وهندسة الحاسب
6. قسم الهندسة النووية والفيزياء الهندسية
7. قسم الميكانيكا الهندسية
8. قسم التطوير المهني الهندسي
9. قسم الهندسة الصناعية وهندسة النُظُم
10. قسم ما بين الهندسات
11. قسم علوم المواد وهندستها
12. قسم الهندسة الميكانيكية
13. قسم هندسة النُظُم البيولوجية

## مكانة الكلية
يحتل برنامج الهندسة بالكلية المركز الثالث عشر على مستوى الولايات المتحدة، والمركز الرابع في مجال الهندسة الكيميائية، والثالث في مجال الهندسة النووية.

## وصلات خارجية
- موقع الكلية الرسمي (بالإنجليزية)